# Moriori
Ne doit pas être confondu avec Morori.
Pour la langue, voir Moriori (langue).
Les Moriori sont un peuple polynésien autochtone des îles Chatham en Nouvelle-Zélande.

## Histoire

### Origines
Les Moriori sont d'origine polynésienne. Une théorie considère qu'ils ont colonisé directement les îles Chatham depuis la zone tropicale polynésienne. Cependant, d'après le consensus scientifique actuel, leurs ancêtres sont des Maori des îles principales de la Nouvelle-Zélande arrivés sur l'archipel, alors inhabité, vers 1500. Leur adaptation aux conditions géographiques locales a ensuite fait diverger leur culture de celle des Maori,,,. 
L'analyse linguistique du moriori permet d'appuyer cette hypothèse. Cette langue a des traits communs avec le dialecte maori parlé par la tribu Ngāi Tahu sur l'île du Sud. Par ailleurs, il existe des points communs entre les traditions généalogiques Moriori ("hokopapa") et Maori ("whakapapa"). L'analyse des vents dominants du Pacifique austral vient renforcer l'hypothèse que les îles Chatham ont été le dernier endroit colonisé durant la vague de colonisation polynésienne de cette partie du monde,. Le mot « Moriori » dérive du proto-polynésien *ma(a)qoli dont le sens est « vrai, réel ». Il s'agit d'un cognat du terme « Maori » issu de la langue maorie et qui signifie à l'origine « normal, ordinaire ».  
D'après les traditions orales des Moriori, leurs ancêtres viennent de Hawaiki, et Kahu, capitaine du waka kumete (longue pirogue à une coque) Tāne, fut la première personne originaire de Hawaiki à atteindre Rēkohu et Rangiaotea, les îles Chatham. Toujours d'après cette tradition, les premiers habitants sont arrivés à bord des waka Rangimata et Rangihoua, fuyant une guerre inter-tribale à Hawaikis. La guerre, toutefois, les a suivi, embrasant les îles Chatham jusqu'à ce que Nunuku-whenua parvienne à imposer la paix en édictant la « loi de Nunuku », qui interdit formellement la guerre, le cannibalisme et toute mise à mort. La paix est ainsi maintenue du XVIe siècle à la fin du XVIIIe siècle, lorsque le monde extérieur découvre les îles.

### 1791: Les Britanniques et leChatham
Les premiers étrangers à atteindre les îles sont les Britanniques, lorsque le Chatham, commandé par William Robert Broughton, découvre Rēkohu. Broughton y plante le drapeau britannique, et déclare qu'il en prend possession au nom du roi George III. Cette première rencontre se solde par un meurtre, lorsque Tamakaroro, un pêcheur moriori, est abattu par les Britanniques à la suite d'un malentendu.

### XIXesiècle: invasion, massacre et déclin
À partir du début du XIXe siècle, des baleiniers commencent à faire escale aux îles Chatham, introduisant malgré eux des maladies européennes fatales aux Moriori. Certains marins à bord de ces navires sont maori.
En 1835, une tragédie a lieu : 900 Maori des iwi (clans) Ngati Mutunga et Ngati Tama de Nouvelle-Zélande débarquent aux îles Chatham et entreprennent de les conquérir. Les Moriori, appliquant strictement la « loi de Nunuku », ne leur opposent pas de résistance. Sur une population d'environ 1 600, 300 Morioris sont pourtant massacrés par les envahisseurs, et les autres réduits en esclavage. Bien d'autres sont tués au cours des trois décennies qui suivent, sous l'autorité brutale des Ngati Mutunga et des Ngati Tama, jusqu'à ce que le nombre de Moriori survivants passe sous la barre des 100 au début des années 1860.
La Nouvelle-Zélande ayant été colonisée par les Britanniques en 1840, les Moriori survivants appellent au secours les Britanniques à partir des années 1850. Aide leur est finalement apportée en 1863, lorsque les autorités coloniales interviennent pour mettre fin au contrôle des Ngati Mutunga et Ngati Tama sur les îles, et émanciper officiellement les quelques dizaines d'esclaves moriori survivants.
Néanmoins, la Couronne reconnaît la possession par les deux iwi maori des terres des îles Chatham. Les Moriori font appel au Native Land Court, tribunal chargé de statuer au sujet de la propriété foncière indigène en Nouvelle-Zélande. Au début des années 1870, la cour décrète que les terres des îles appartienent à 97,3 % aux Ngati Mutunga, arguant qu'elle ne pouvait que confirmer l'état de fait qui avait existé au moment de la signature du traité de Waitangi en 1840. Les Moriori sont ainsi officiellement dépossédés de leurs terres ancestrales.
Les ethnologues s'intéressent à la langue et à la culture moriori à partir des années 1860, et enregistrent les traditions, l'histoire, le vocabulaire et les chants que leur communique Hirawanu Tapu, porte-parole de son peuple. Mais lorsque celui-ci décède en 1900, cette culture a quasiment disparu.

### XXesiècle
Tame Horomona Rehe (Tommy Solomon), homme d'affaires, fermier, et officiellement dernier Moriori non-métissé, décède en 1933. Sa mort amène les Néo-Zélandais à considérer que les Morioris étaient désormais un « peuple éteint ».

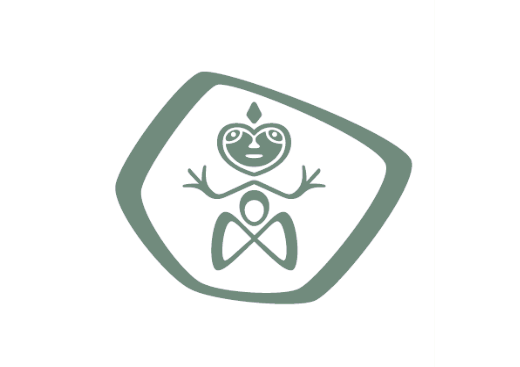
Drapeau ethnique moriori de l'ONG Hokotehi Moriori Trust inspiré d'un rākau momori.

Mais en 1980, l'historien Michael King s'intéresse aux Morioris et participe à la préparation d'un documentaire qui présente ce peuple aux Néo-Zélandais et met fin aux mythes qui subsistaient à son égard - notamment, le mythe selon lequel il n'y avait plus de Morioris, et celui qui affirmait qu'ils avaient vécu en Nouvelle-Zélande avant les Maori. En 1989, King publie Moriori: A People Rediscovered, aboutissement de ses recherches historiques. En 2000, le documentaire The feathers of peace, de Barry Barclay, présente à nouveau les Morioris à leurs concitoyens néo-zélandais, tandis qu'une version mise à jour du livre de King est rééditée la même année. Les activités de King encouragent un renouveau identitaire parmi les Morioris, qui s'intéressent à leur passé et affirment leurs spécificités. Ils se réapproprient notamment l'usage de plumes d'albatros, jadis employés comme symboles de paix par leurs ancêtres.
En 1994, les Morioris déposent un recours auprès du Tribunal de Waitangi, demandant que soit enfin reconnu leur statut de rangata hunu (peuple autochtone), et demandant compensation pour les torts matériels et culturels qu'ils avaient subis. En 2001, le tribunal leur donne raison. Entretemps, en 1998, ils ont obtenu le contrôle d'une partie des ressources marines des eaux de leurs îles.
En 1997 est entreprise sur Rēkohu la construction de Te Kopinga, marae en forme d'albatros, symbole du renouveau identitaire. En 2001, des Morioris établissent une compilation de mots de la langue moriori, jusque-là éteinte. La même année est fondé le Hokotehi Moriori Trust, société visant à :
- œuvrer pour un renouveau de la langue et des coutumes moriori,
- obtenir compensation pour les torts du passé,
- travailler à un avenir économique plus prometteur pour les Morioris, et
- promouvoir la paix comme étant l'essence de la culture moriori[12].

### XXIesiècle
Le Tribunal de Waitangi estime en 2001 que le gouvernement a failli à ses obligations relevant du traité de Waitangi en n'intervenant pas avant 1863 pour libérer les Moriori possédés comme esclaves par les Maori des iwi Ngati Mutunga et Ngati Tama. Débute alors un processus de négociation entre le gouvernement et les Moriori représentés par le Hokotehi Moriori Trust et son président Maui Solomon, le petit-fils de Tommy Solomon. La tribu Ngati Mutunga exprime en 2018 son inquiétude quant à la possibilité de devoir rétrocéder des terres aux Moriori : Le porte-parole de la tribu fait valoir qu'elle en est prioritaire par droit de conquête, et qu'elle exerce le mana whenua (mana sur la terre) depuis 1835. Certains Maori installés dans les îles Chatham, furieux à l'encontre des revendications moriori, se livrent à des actes de vandalisme contre des sites sacrés moriori.
Le 14 février 2020 est signé un accord entre le gouvernement néo-zélandais et les Moriori. L'accord comprend une demande formelle de pardon exprimée par le gouvernement au nom de la Couronne de Nouvelle-Zélande, le versement de NZ$ 18 millions en compensation pour les torts subis, et l'octroi aux Moriori de terres appartenant jusque lors à la Couronne (c'est-à-dire au gouvernement) aux îles Chatham - mais pas la restitution aux Moriori de terres appartenant aux Maori,. L'accord est entériné par le Parlement de Nouvelle-Zélande en novembre 2021.

## Société

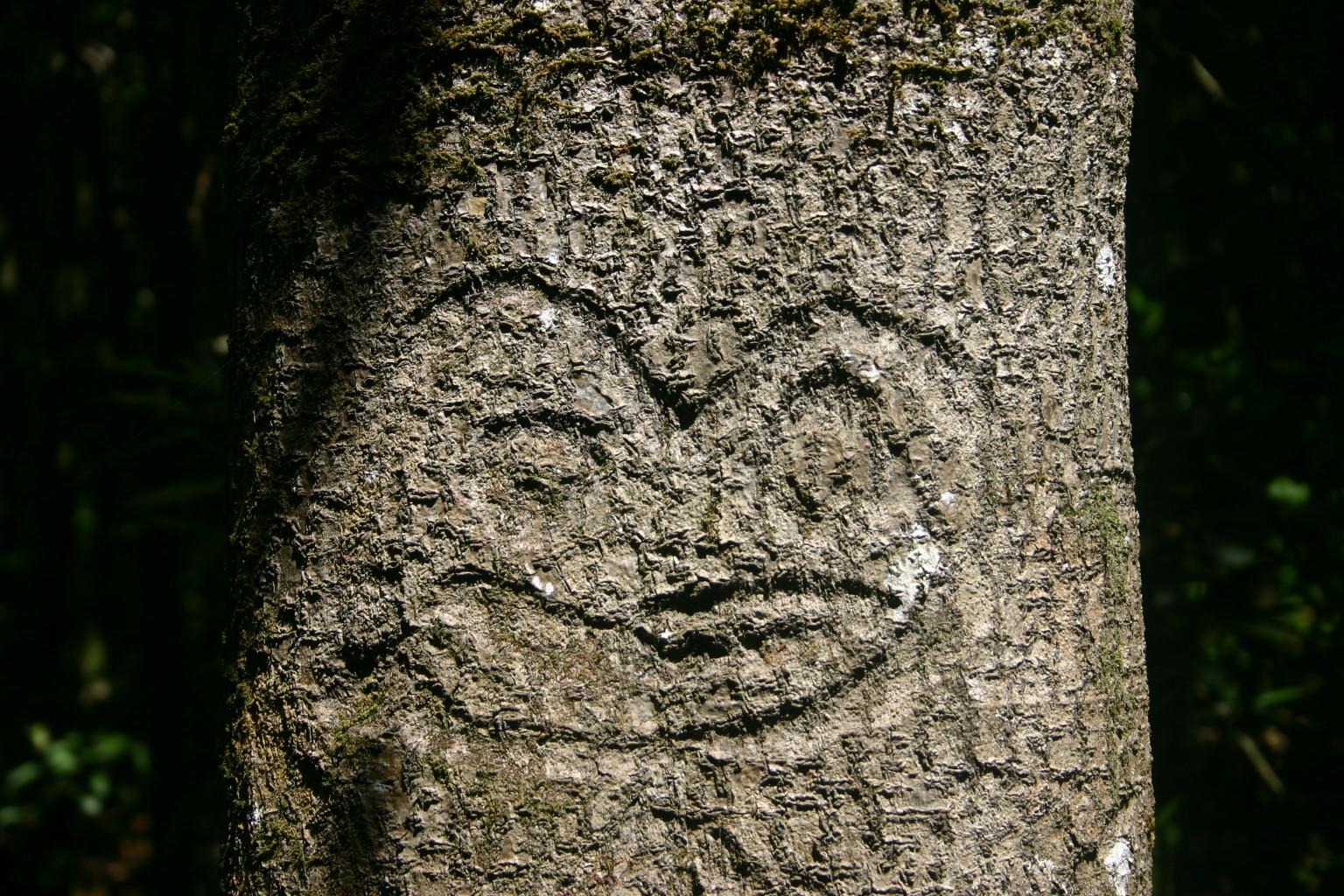
Dendroglyphe moriori des îles Chatham.

Avant l'invasion de 1835 et les bouleversements qu'elle occasionne, les Moriori sont divisés en neuf tribus : les Hamata, Wheteina, Eitara, Etiao, Harua, Makao, Matanga, Poutama et Rauru. La société moriori se distingue de celle des autres peuples polynésiens dans le sens où les chefs (ieriki) étaient choisis sur la base de leurs capacités, au lieu d'accéder à leur poste par l'hérédité. Une autre innovation par rapport à leurs ancêtres est l'amélioration des canoës, et la création notamment du waka pahi, plus stable que d'autres waka polynésiens en mer tumultueuse.
La pratique du tapu, commune au monde polynésien, a permis de conserver les ressources naturelles, tandis que la démographie était contrôlée au moyen de la castration de certains bébés de sexe masculin.
Les Moriori inscrivaient des dendroglyphes (rakau hokoairo) sur les arbres. Leur signification est aujourd'hui oubliée.

## Démographie
Le recensement de 1901 permet aux Moriori de s'identifier en tant que tels, mais cette possibilité est ensuite exclue du recensement jusqu'en 1991.
En 1901, 35 personnes s’identifient comme étant moriori. Elles sont 105 en 1991, 585 en 2001, 945 en 2006, et 738 en 2013. 